# Sociedade Cultural e Religiosa Ilê Axipá
Sociedade Cultural e Religiosa Ilê Axipá ou Terreiro Ilé Axé Asìpá, em Piatã, Salvador, Bahia - fundada em 1980 por Mestre Didi Axipá, supremo sacerdote do Culto aos egunguns da qual foi presidente.
A comunidade-terreiro reúne eguns das linhagens dos Asipa (África), os zelados pelos antigos mestres de Didi da família Theodoro Pimentel, Marcos e Arsenio respectivamente e os zelados pelos descendentes de Miguel Santana, Ojé Orepê.
A primeira construção foi uma casa de taipa com a participação dos integrantes da comunidade em mutirão.  A segunda foi o Ilê Egum, cujas colunas são decoradas com motivos míticos da tradição. A terceira construção foi Ilê Orixá, contendo os assentamentos dos Orixá do legado de Mestre Didi, Açobá e Bale de Xangô e de membros do Ilê Asipa. Sendo um terreiro dedicado a adoração aos ancestrais egunguns, o ilê não realiza a dinâmica ritual característica dos terreiros de Candomblé de Culto aos Orixá.
Tombamento pelo Instituto do Patrimônio Artístico e Cultural (Ipac)